# Edmonton Light Rail Transit
| Streckenlänge: | 37,3 km              |                          |                          |
| Spurweite: | 1435 mm (Normalspur) |                          |                          |
| |                      |                          |                          |
| \| \| \| Clareview \| \| \| \| \| D.L. MacDonald Yard \| \| \| \| \| Belvedere \| \| \| \| \| \| \| \| \| \| Yellowhead Trail \| \| \| \| \| Coliseum \| \| \| \| \| Stadium \| \| \| \| \| \| \| \| \| \| NAIT \| \| \| \| \| Kingsway \| \| \| \| \| MacEwan \| \| \| \| \| \| \| \| \| \| \| \| \| \| \| Churchill \| \| \| \| \| Central \| \| \| \| \| Bay \| \| \| \| \| Corona \| \| \| \| \| Grandin \| \| \| \| \| \| \| \| \| \| Dudley B. Menzies Bridge \| \| \| \| \| \| \| \| \| \| University \| \| \| \| \| \| \| \| \| \| Health Sciences \| \| \| \| \| McKernan/Belgravia \| \| \| \| \| South Campus \| \| \| \| \| Southgate \| \| \| \| \| Whitemud Drive \| \| \| \| \| Century Park \| \| |                      |                          |                          |
| U-Bahn-Kopfbahnhof Streckenanfang |                      | Clareview                | Clareview                |
| U-Bahn-Dienststation / Betriebs- oder Güterbahnhof |                      | D.L. MacDonald Yard      | D.L. MacDonald Yard      |
| U-Bahn-Bahnhof |                      | Belvedere                | Belvedere                |
| U-Bahn-Kreuzung mit Eisenbahn geradeaus unten |                      |                          |                          |
| |                      | Yellowhead Trail         |                          |
| U-Bahn-Bahnhof |                      | Coliseum                 | Coliseum                 |
| U-Bahn-Bahnhof |                      | Stadium                  | Stadium                  |
| U-Bahn-Tunnelanfang |                      |                          |                          |
| U-Bahn-Kopfbahnhof Streckenanfang · U-Bahn-Strecke (im Tunnel) |                      | NAIT                     | NAIT                     |
| U-Bahn-Bahnhof · U-Bahn-Strecke (im Tunnel) |                      | Kingsway                 | Kingsway                 |
| U-Bahn-Bahnhof · U-Bahn-Strecke (im Tunnel) |                      | MacEwan                  | MacEwan                  |
| U-Bahn-Tunnelanfang · U-Bahn-Strecke (im Tunnel) |                      |                          |                          |
| U-Bahn-Strecke nach links (im Tunnel) · U-Bahn-Abzweig geradeaus und von rechts (im Tunnel) |                      |                          |                          |
| U-Bahn-Bahnhof (im Tunnel) |                      | Churchill                | Churchill                |
| U-Bahn-Bahnhof (im Tunnel) |                      | Central                  | Central                  |
| U-Bahn-Bahnhof (im Tunnel) |                      | Bay                      | Bay                      |
| U-Bahn-Bahnhof (im Tunnel) |                      | Corona                   | Corona                   |
| U-Bahn-Bahnhof (im Tunnel) |                      | Grandin                  | Grandin                  |
| U-Bahn-Tunnelende |                      |                          |                          |
| U-Bahn-Brücke über Wasserlauf |                      | Dudley B. Menzies Bridge | Dudley B. Menzies Bridge |
| U-Bahn-Tunnelanfang |                      |                          |                          |
| U-Bahn-Bahnhof (im Tunnel) |                      | University               | University               |
| U-Bahn-Tunnelende |                      |                          |                          |
| U-Bahn-Bahnhof |                      | Health Sciences          | Health Sciences          |
| U-Bahn-Bahnhof |                      | McKernan/Belgravia       | McKernan/Belgravia       |
| U-Bahn-Kopfbahnhof Strecke ab hier außer Betrieb |                      | South Campus             | South Campus             |
| U-Bahn-Bahnhof |                      | Southgate                | Southgate                |
| |                      | Whitemud Drive           |                          |
| U-Bahn-Kopfbahnhof Streckenende |                      | Century Park             | Century Park             |

Das Edmonton Light Rail Transit (abgekürzt LRT) ist eine Stadtbahn in Edmonton in der kanadischen Provinz Alberta. Das LRT ist Teil des öffentlichen Nahverkehrssystems der Stadt Edmonton und verkehrt auf einer Länge von 24,3 Kilometern.

## Linien

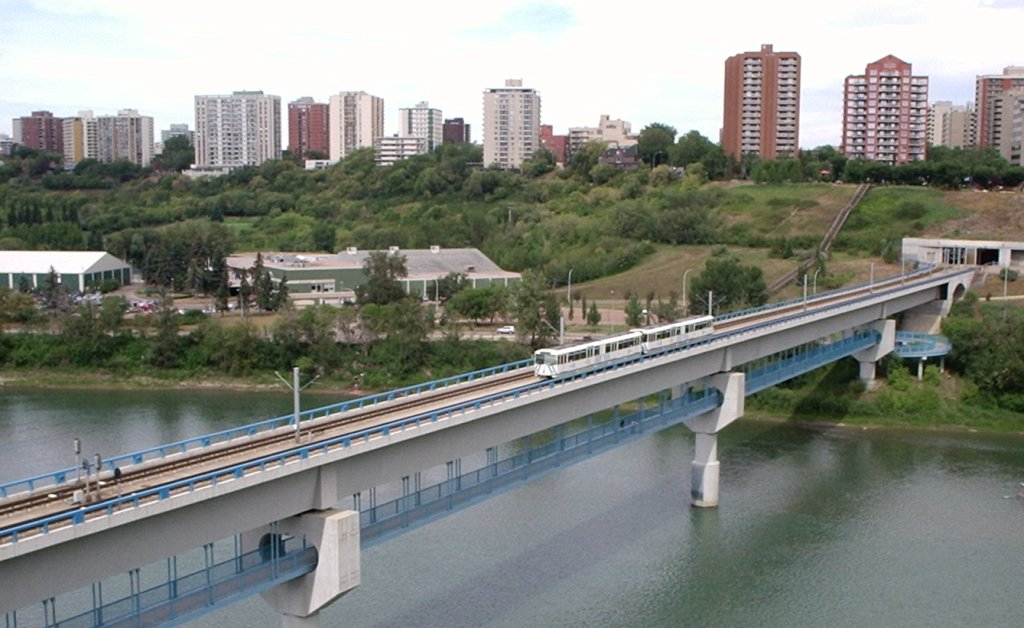
Überquerung des North Saskatchewan River

Das Edmonton Light Rail Transit besteht aus drei Linien: die Capital-Linie, die Metro-Linie sowie die Valley-Linie.
Die Capital-Linie, eine 20,3 Kilometer lange, zweigleisige Strecke, beginnt und endet im Nordosten der Stadt mit der Station Clareview und verläuft in südwestlicher Richtung in die Innenstadt mit den Stationen Belvedere, Coliseum und Stadium an der Oberfläche. Vor der Station Churchill wechselt die Strecke in den Untergrund und verläuft im Innenstadtbereich mit den Stationen Central, Bay/Enterprise Square und Corona in Ost-West Richtung. Zwischen den Stationen Grandin und University überquert die Strecke den North Saskatchewan River auf der eigens für die Stadtbahn errichteten Dudley B. Menzies Brücke in nord-südlicher Richtung. Kurz vor der Station Health Sciences/Jubilee erreicht die Strecke wieder die Oberfläche und verläuft dann in südlicher Richtung über die Stationen McKernan/Belgravia, South Campus und Southgate zur Endstation Century Park.
Die Metro-Linie wurde am 6. September 2015 eröffnet. Die Metro-Linie verwendet einen neuen Abzweig von 3,3 Kilometern mit drei neuen Stationen. Von der unterirdischen Station Churchill verläuft der Abzweig in Richtung Norden auf der Oberfläche bis zur neuen Endstation NAIT (Northern Alberta Institute of Technology). Die Metro- und die Capital-Linie teilen sich die Stationen südlich der Station Churchill. Normalerweise verläuft die Metro-Linie zwischen den Stationen Health Sciences/Jubilee und NAIT über Churchill. Aber während der Hauptverkehrszeit können die Metro-Züge von Century Park nach NAIT fahren.
Die Valley-Linie wurde am 4. November 2023 eröffnet. Der erste Abschnitt, welcher von der Station 102 Street über Churchill, wo ein Anschluss an die Hochflurlinien besteht, in Richtung Südosten nach Mill Woods führt, ist 13 Kilometer lang und verfügt über 11 Stationen. In Gegensatz zu den beiden anderen Linien wird die Valley-Linie mit Niederflurfahrzeugen befahren und verläuft bis auf einen Abschnitt zwischen den Stationen Quarters und Muttart, wo die Linie den North Saskatchewan River auf der Tawatinâ Bridge überquert und anschließend durch einen kurzen Tunnel führt, sowie im Bereich der Station Davies, welche aufgeständert angelegt ist, zum Großteil im Straßenraum.
Die Capital-Linie verwendet Fünf-Wagen-Züge, aber wegen der kurzen, vorübergehenden Bahnsteige an der Station NAIT verwendet die Metro-Linie Drei-Wagen-Züge. Der Takt der Capital-Linie beträgt zwischen 5 und 10 Minuten. Die Metro-Linie wird im 15-Minuten-Takt befahren. Auf der Valley-Linie wird ein 10-Minutentakt gefahren, welcher in der morgendlichen und abendlichen Hauptverkehrszeit auf einen 5-Minutentakt verdichtet wird.

## Geschichte
Bereits im Jahr 1962 vergab die Stadt Edmonton den Auftrag ein Schnellbahnsystem zu entwickeln. Der eigentliche Baustart erfolgte 1974 auf der 7,2 Kilometer langen Strecke zwischen Belvedere und Central. Diese wurde am 22. April 1978 eröffnet. Im selben Jahr fanden auch die Commonwealth Games in Edmonton im Commonwealth Stadium statt, das über die Station Stadium erreichbar ist. Mit der Eröffnung der Strecke war Edmonton die erste nordamerikanische Stadt mit weniger als einer Million Einwohnern mit einer Stadtbahn.
Die erste Erweiterung der Strecke um 2,2 Kilometer erfolgte am 26. April 1981 mit der Inbetriebnahme der neuen Endstation Clareview. Mit der Innenstadterweiterung im Jahr 1983 kamen die unterirdischen Stationen Bay (heute Bay/Enterprise Square) und Corona hinzu. Die südliche Strecke wurde 1989 abermals um die Station Grandin erweitert. Mit der 1992 eröffneten Station University erreichte das LRT den Südteil Edmontons und überquert den North Saskatchewan River. Nach einer längeren Zeit ohne Erweiterung der Strecke, erfolgte die Eröffnung zur Station Health Sciences, die 2009 in Health Sciences/Jubilee umbenannt wurde, am 3. Januar 2006. Die Strecke zur Endstation wurde in zwei Etappen fertiggestellt. Am 25. April 2009 wurden 2,3 Kilometer mit den Stationen McKernan/Belgravia und South Campus freigegeben und ein Jahr später am 24. April 2010 die restlichen 5,47 Kilometer über die Station Southgate zur Endstation Century Park eröffnet.
Am 4. November 2023 wurde mit dem südöstlichen Abschnitt der Valley-Linie die dritte Linie des Streckennetzes eröffnet, wobei diese die erste Niederflurstrecke des Netzes ist.

## Erweiterungen
Die neue Valley-Linie wird die südöstlichen und westlichen Teilen von Edmonton verbinden, und wird in zwei Etappen gebaut. Die erste Etappe mit einer Länge von 13 Kilometern, welche am 4. November 2023 eröffnet wurde, verbindet den südöstlichen Teil (Mill Woods) mit der Innenstadt (102 Street NW und 102 Avenue NW) und umfasst 11 Stationen sowie einen Betriebshof zwischen den Stationen Davies und Millbourne/Woodvale. An der Churchill Station können Passagiere zur Capital-Linie oder zur Metro-Linie umsteigen. Heute ist die Churchill Station unterirdisch, aber die Valley-Linie wird von der Churchill Station auf der Oberfläche in der Straße (102 Ave NW) vorbeigehen. Der zweite Abschnitt, welcher von der Station 102 Street aus in Richtung Westen nach Lewis Farms führen wird, befindet sich im Bau und wird nach der Eröffnung, welche für 2028 vorgesehen ist, über 16 Stationen, davon zwei aufgeständert, auf einer Länge von 16 Kilometern verfügen, sodass die gesamte Valley-Linie nach der Fertigstellung über 28 Stationen bei einer Streckenlänge von 27 Kilometern verfügen wird.
Eine andere Erweiterung in Planung ist die Verlängerung der Metro-Linie von NAIT Station nach dem nordwestlichen Bezirk St. Albert.

## Fahrzeuge

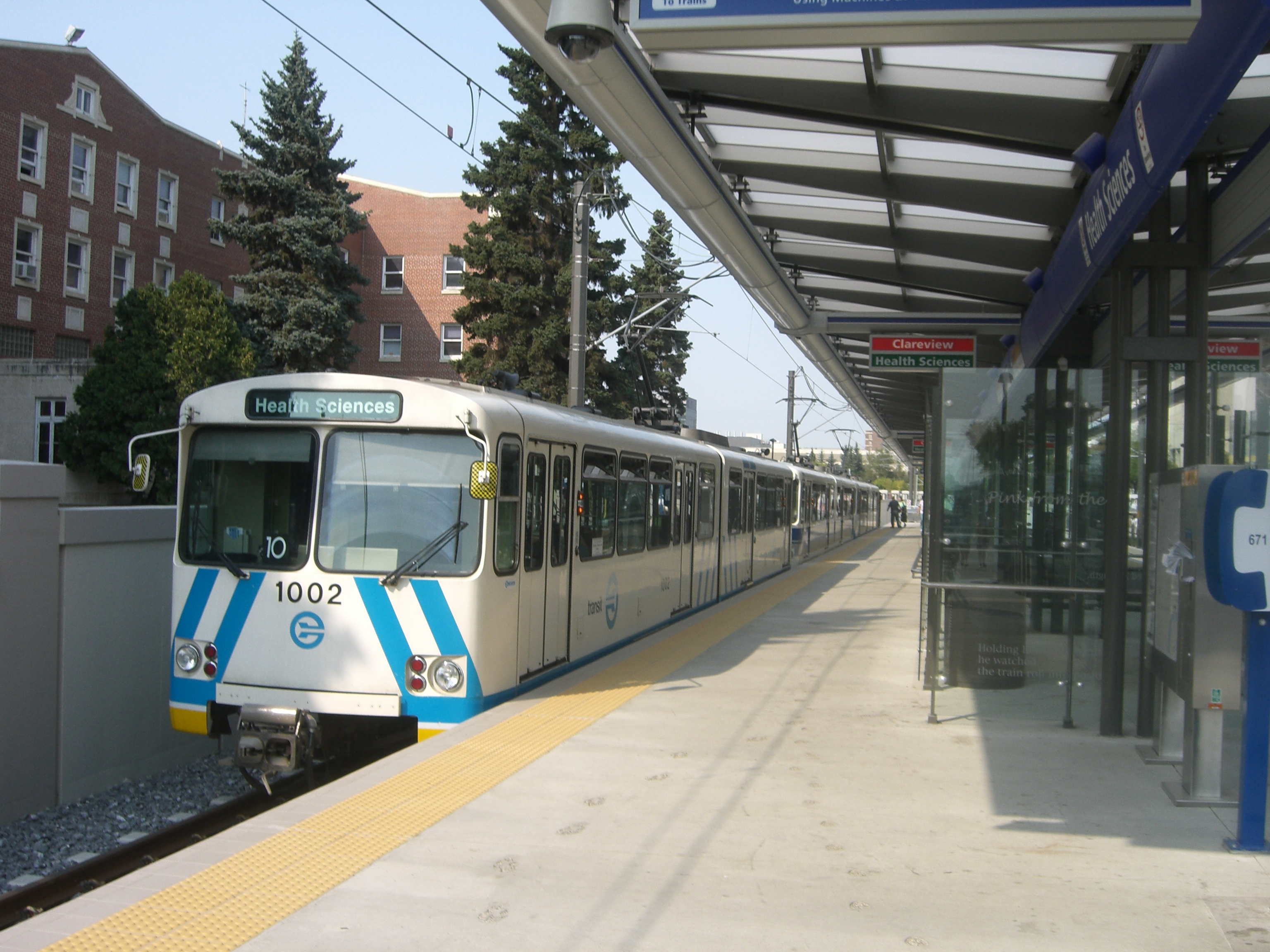
U2-Wagen in der Health Sciences Station

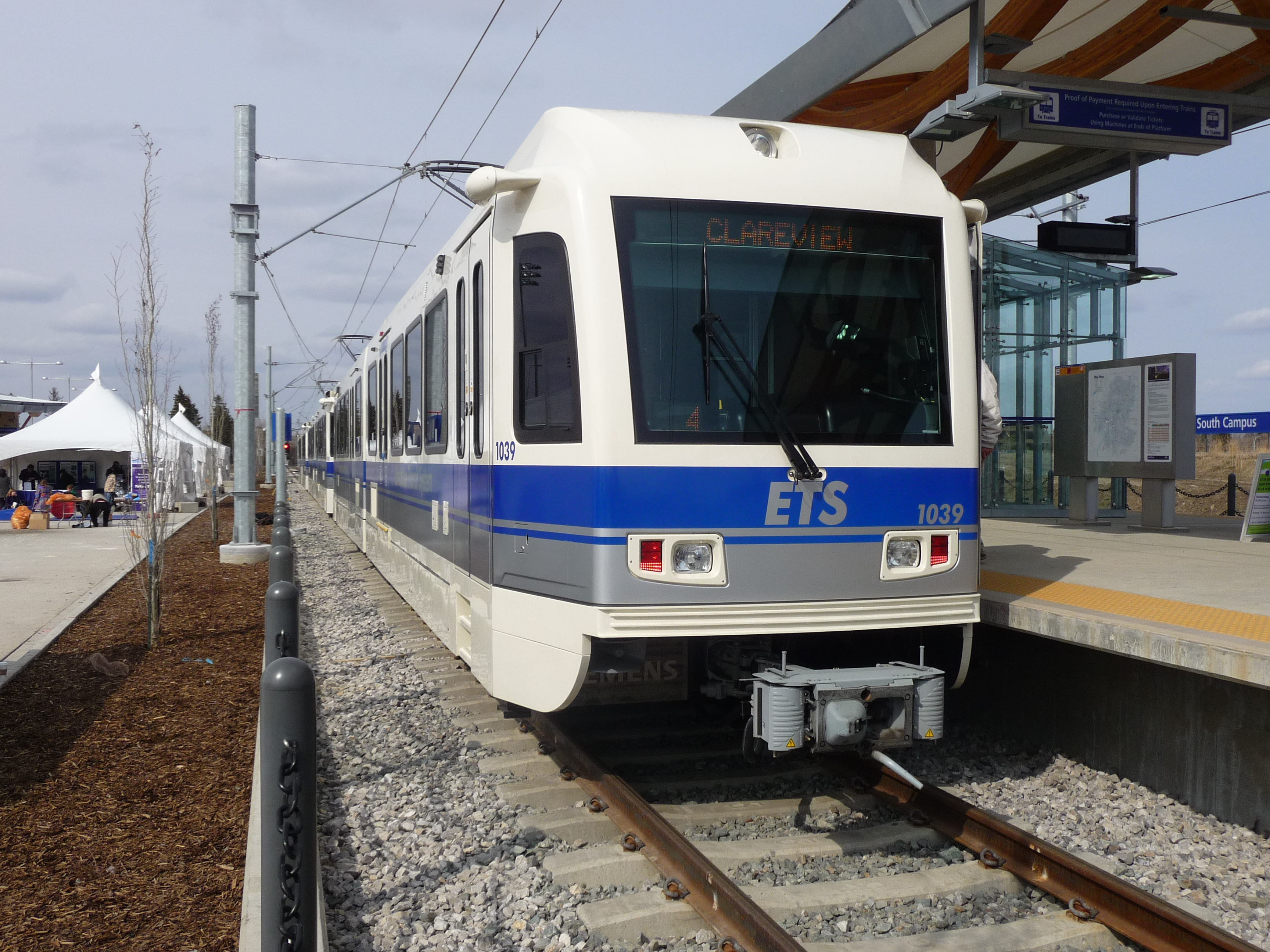
SD-160-Wagen in der South Campus Station

Die Fahrzeuge der Capital- und Metro-Linien sind hochflurig. Alle verkehrenden Wagen waren bis 2009 vom Typ Siemens-Duewag U2. Davon befinden sich alle 37 Stück im Besitz der Stadt Edmonton. Einige dieser Triebwagen wurde in Kanada endmontiert. Um die Nachfrage auf den Erweiterungen von 2009 bewältigen zu können, wurden 2005 weitere 37 Wagen vom Typ Siemens SD-160 bestellt. Der erste Wagen traf am 9. Mai 2008 in Edmonton ein. Nach einer Test- und Erprobungsphase nahmen die neuen Wagen am 26. Januar 2009 ihren regulären Betrieb auf.

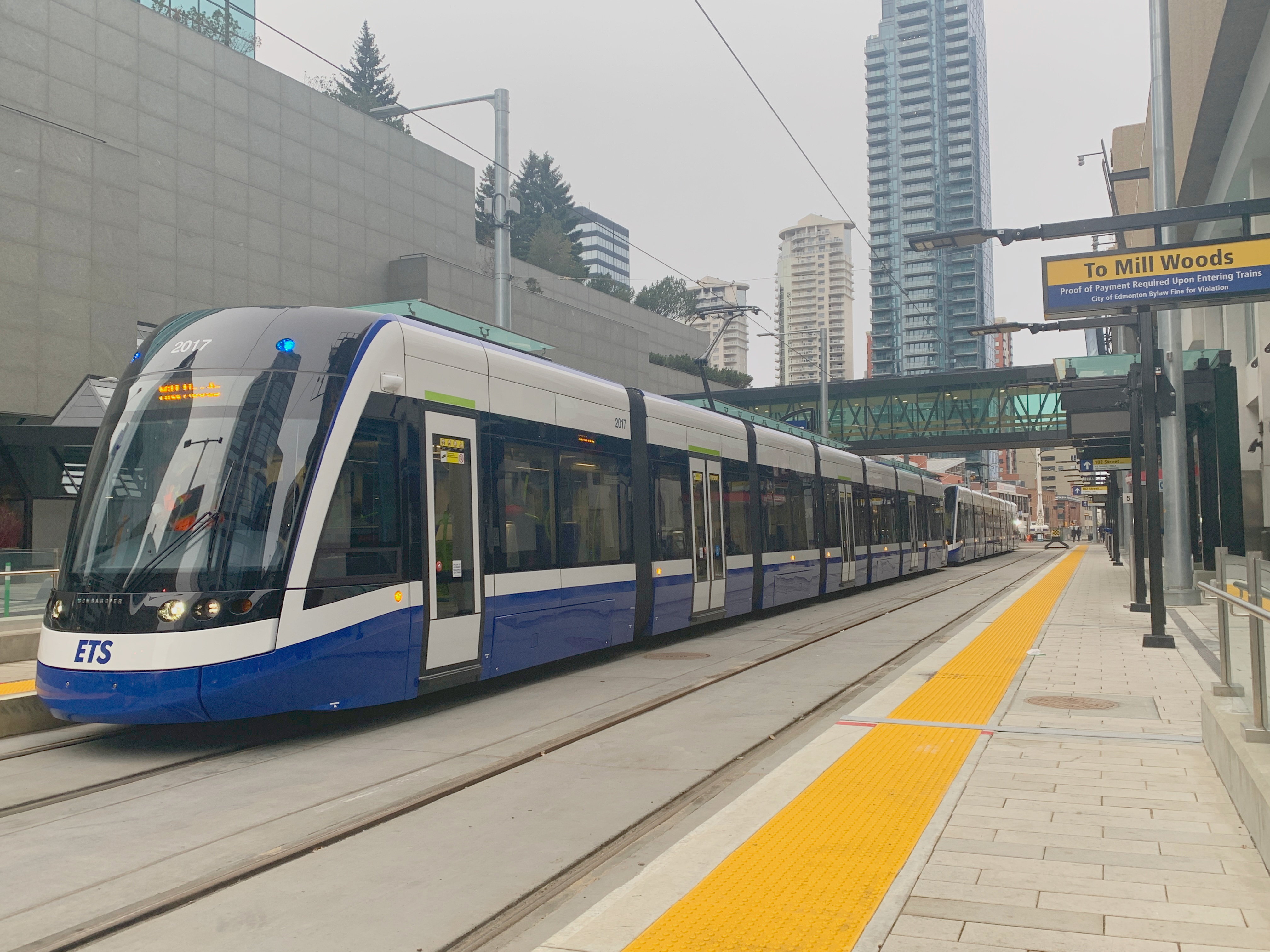
Flexity Freedom

Auf der Valley-Linie werden aktuell 26 Niederflurfahrzeuge Typ Flexity Freedom von Bombardier verwendet, die in Kingston, Ontario gebaut wurden. Jeder Flexity-Wagen ist 39,9 Meter lang, besteht aus sieben Segmenten und verfügt über eine Kapazität von 275 Passagiere, davon 82 auf Sitzplätzen. Für den aktuell im Bau befindlichen westlichen Abschnitt der Valley-Linie wurden bei Hyundai Rotem zunächst 40 siebenteilige Niederflurwagen bestellt. Das erste dieser Fahrzeuge erreichte Edmonton Anfang August 2025. Der Auftragsumfang betrug zu diesem Zeitpunkt 46 bis 2027 auszuliefernde Fahrzeuge. Es handelt sich wie bei den Fahrzeugen des Typs Flexity Freedom um siebenteilige Multigelenkwagen.